# Paraúna
Paraúna es un municipio del estado de Goiás, en  Brasil. Su población estimada en 2007 era de aproximadamente 12 033 habitantes.

## Topónimo
"Paraúna" es un término de origen tupí y significa "mar quieto".